# Tristán e Isolda (leyenda)

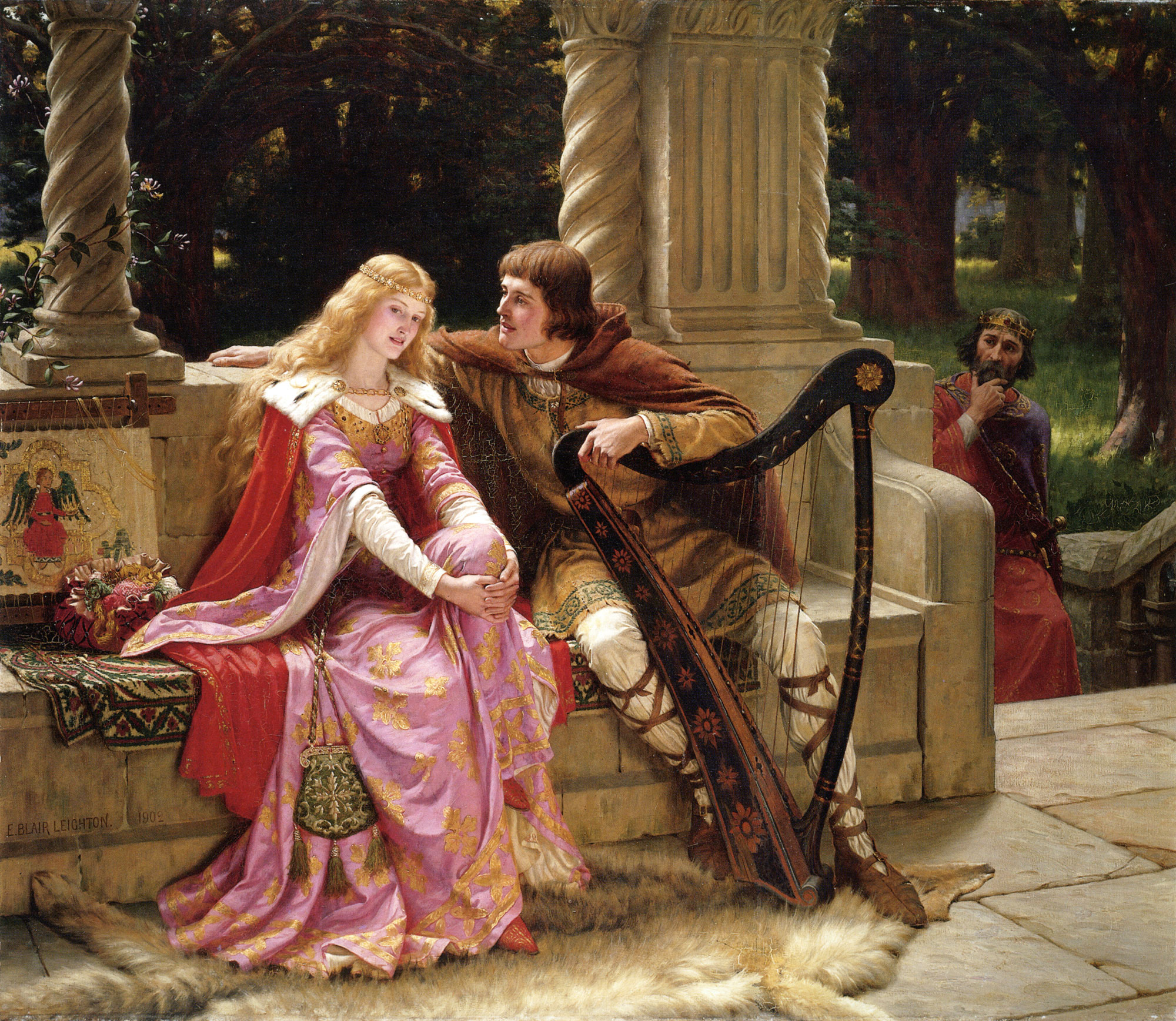
Tristán e Isolda, por el artista Edmund Blair Leighton (1853–1922).

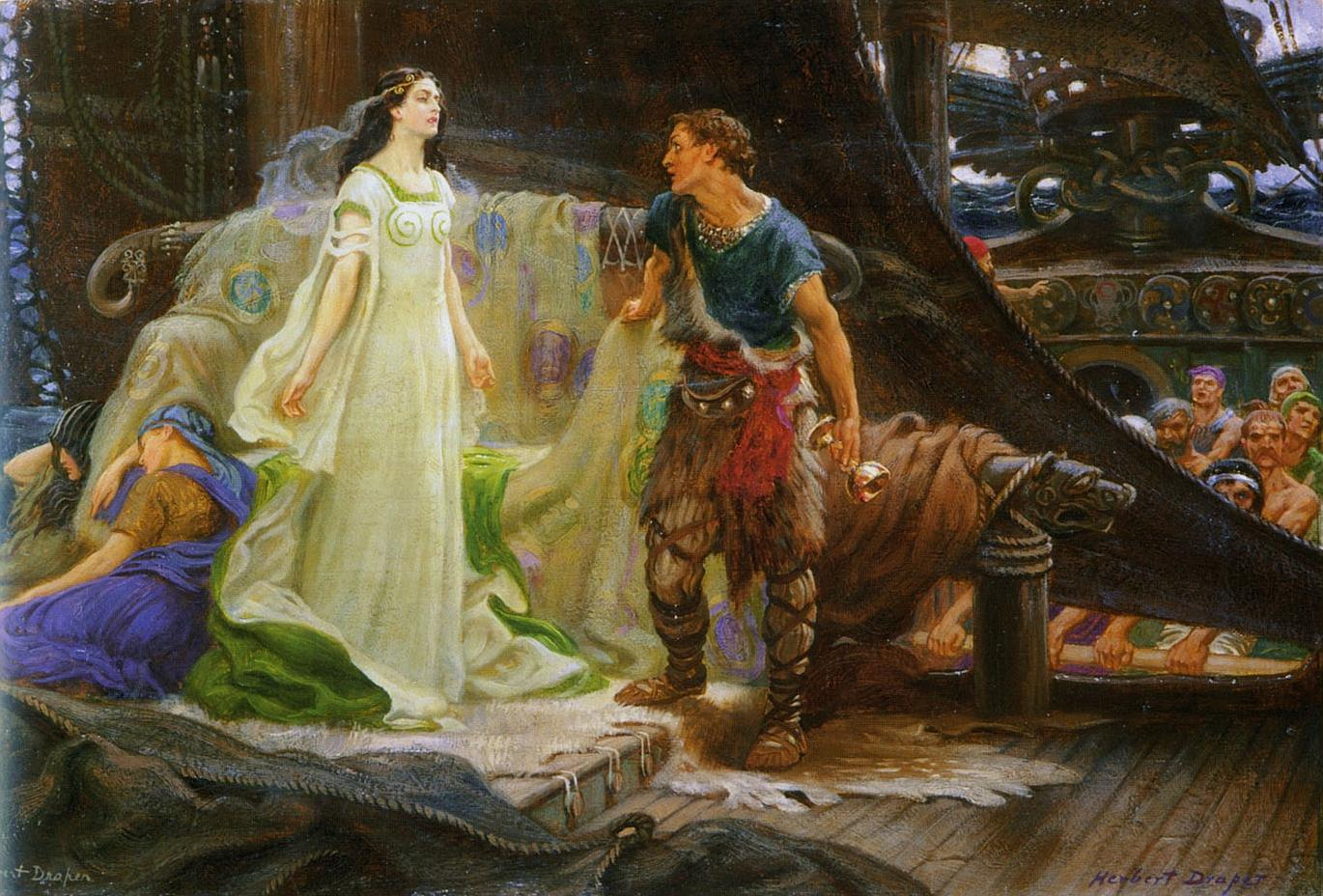
Tristan e Isolda representados por el pintor Herbert Draper (1863–1920).

Tristán e Isolda es una leyenda de la materia de Bretaña, incorporada al ciclo artúrico, que cuenta la historia de amor entre un joven llamado Tristán y una princesa irlandesa llamada Isolda. La principal característica de la historia es el idilio extraordinario, que escapa a todas las normas y los sentidos morales, centrando su atención en los sentimientos de los protagonistas. La trama está enraizada en tradiciones que probablemente se remontan a la civilización celta de la región de Bretaña, Francia.

## El tema en la Edad Media
Se trata de una de las principales obras culturales de la Edad Media y el referente para la evolución cultural de la música del posromanticismo y otros movimientos culturales importantes del siglo XIX, así como la tendencia al gigantismo en una amplia variedad de artes en el siglo XX. Se escribió originalmente en francés y luego fue traducida al alemán por el poeta Godofredo de Estrasburgo. Posteriormente se tradujo también al inglés, así como al noruego. La obra alcanzó su pleno desarrollo artístico entre los anglonormandos del siglo XII.
De las distintas versiones escritas en el siglo XII destacan las de Béroul, Thomas de Bretaña y Eilhart von Olberg, y la versión del autor Godofredo de Estrasburgo es una recopilación posterior de las tres anteriores. De todas las versiones, la más afamada (además de la ópera de Richard Wagner) es la de Godofredo, por su valor literario, misticismo y exaltación del amor humano, además de su descripción de la «Minnegrotte» (“la gruta del amor”).
De la obra original en francés solo se conservaban algunos fragmentos del siglo XII, pero unidos a las partes de la misma leyenda escritas por el poeta anglonormando Thomas de Bretaña, sirvieron como principal fuente para la versión de Godofredo del siglo XIII. Es muy probable que la leyenda se forjase a través de tradiciones orales basadas en figuras tradicionales, mitos y folclore local combinadas con mitos ancestrales, a las que se les añadió un toque dramático cuando fueron escritas.
Uno de sus fragmentos dice:

Ésta es mi oración: Toma este anillo, que es un signo del enlace entre ella y yo, y cuando llegues a tierra, preséntate como un comerciante de seda y telas, de modo que ella pueda ver el anillo. Entonces sabrá que mi corazón la saluda y que sólo ella puede darle consuelo, y que si nada hace moriría. Recuérdale nuestro pasado y nuestra tristeza y toda la alegría que había en nuestro amor fiel y tierno. Ojalá los corazones hallen fuerza contra la inconstancia, pese al dolor y toda la amargura de amar.

## Evolución de la historia

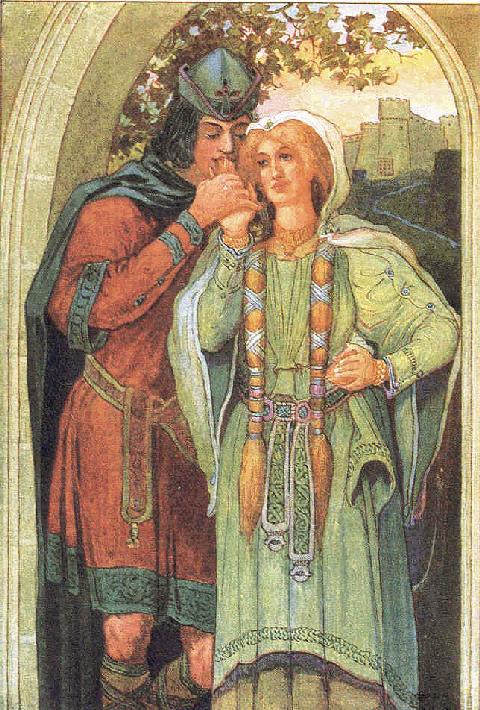
Louis Rhead (1858-1926): «La partida de Sir Tristán y la bella Isolda».

Tal y como se la conoce hoy en día, es parte de la herencia difundida por el Romanticismo del siglo XIX mediante la ópera de Richard Wagner, pero sus primeras referencias escritas aparecen en el siglo XII gracias a trovadores provenzales como Guerau de Cabrera, Cercamon o Bernart de Ventadorn, quienes entrelazan la tradición de origen celta con literatura medieval francesa, pero a la vez evidencian que la historia ya se conocía en Francia antes de ser escrita. Debido a la conexión entre la corte de Enrique II de Inglaterra y Tomás de Bretaña, algunos autores han sugerido que la composición de la obra, fechada en 1160, es creación de Leonor de Aquitania, reina consorte de Francia e Inglaterra.
La versión de Béroul, situada según los autores entre 1150 y 1191 y posterior a la de Tomás, consiste en un romance en verso compuesto por 4 000 octosílabos que narra distintos episodios de la leyenda de forma épica. No obstante, es una obra discontinua que no permite reconstruir la trama de la leyenda de forma global. Tomás de Bretaña se centró en algunos fragmentos, allá en 1173, pero dejó grandes lagunas, además de enfocarse mayoritariamente en el tema del amor. Por su carácter lírico y con mayor cercanía a la poesía provenzal se considera a la versión de Thomas más cortés y refinada, aunque mutilada al comienzo, mientras que la de Béroul, que carecía de final, y que también se estima que se basó en Thomas para continuar la suya, se centra más en cuestionar el lugar que el amor y el deseo ocupan en la sociedad.
Finalmente terminó expandiéndose por toda Europa, dando lugar a distintas versiones de la misma historia. En Italia, en el siglo XIV apareció la danza «Il lamento di Tristano» y en España, durante el reinado de los reyes católicos, donde se popularizó en la corte al modo del romancero castellano. Posteriormente, ya en el siglo XX, fue incluida en una recopilación de romances españoles llamada «Flor nueva de romances viejos», por el erudito medievalista de la «generación del 98» Ramón Menéndez Pidal, durante los años 50 de ese mismo siglo.

## Versiones posteriores

### Tristán en España
En el primer tercio del siglo XIV, el arcipreste de Hita leyó un Tristán. Una de las versiones francesas de la historia de Tristán fue traducida al castellano e impresa por primera vez en Valladolid en 1501, con el nombre de Libro del muy esforzado caballero Don Tristán de Leonís y de sus grandes hechos en armas. Dada la popularidad que alcanzaron los libros de caballerías, la obra tuvo un éxito muy considerable, ya que se reimprimió en Sevilla en 1511, 1520, 1525, 1528, 1533 y 1534, e incluso tuvo continuación en una segunda parte llamada Tristán el joven, que relata las hazañas caballerescas de su heredero, que llevaba el mismo nombre.

### ÓperaTristán e Isolda
Entre 1857 y 1859 Richard Wagner compuso una de sus obras maestras, Tristán e Isolda. En su obra, Tristán aparece como una figura romántica condenada.

### Pintura
El tema fue tratado extensamente por los maestros de la escuela simbolista y prerrafaelista, como John William Waterhouse, John Everett Millais, Edward Burne-Jones, John Duncan, W. Turnball, Rogelio de Egusquiza, Herbert James Draper, Edmund Blair Leighton, Marc Fishman, Evelyn Paul, August Spiess (en la forma de frescos en el castillo de Neuschwanstein), Gustav Klimt, Aubrey Beardsley, etc.
Salvador Dalí plasmó en un lienzo su personal visión de la obra en 1944, de forma fantasmal y con fuertes componentes trágicos, el cual  se encuentra expuesto en la Fundación Gala-Salvador Dalí.

### Cine y televisión
Existe una versión animada francesa, dirigida por Thierry Schiel (2002), así como una película estadounidense protagonizada por James Franco y Sophia Myles (2006). Además de los filmes directamente influidos por la leyenda, existen versiones libres basadas en el hecho central de una pareja irresistiblemente atraída a pesar de la imposibilidad moral de ese reencuentro. Un ejemplo es el film La Femme d'à côté de François Truffaut (1982).
En la serie de televisión Merlín aparecen Tristán e Isolda como una pareja de contrabandistas que odian las guerras de los demás y no creen en el poder ni en los reyes, hasta que conocen a Arturo. Demuestran ser una pareja compasiva, amorosa, que lucha codo con codo compenetrándose y cuidando el uno del otro hasta la muerte.

### Teatro
Marco Antonio de la Parra escribió su versión del mito clásico tomando como centro de la acción un encuentro posterior a los hechos conocidos.